# Corin Penciuc
Corin Penciuc (n. 1 ianuarie 1953) este un fost senator român în legislatura 2000-2004 ales în județul Sălaj pe listele partidului PNL. În cadrul activității sale parlamentare, Corin Penciuc a fost membru în grupurile parlamentare de prietenie cu UNESCO, Republica Algeriană Democratică și Populară și Republica Cuba. Corin Penciuc a înregistrat 100 de luări de cuvânt în 34 de ședințe parlamentare. Corin Penciuc a inițiat 18 propuneri legislative dintre care 3 au fost promulgate legi și  fost membru în comisia pentru sănătate publică.